# Houlographe

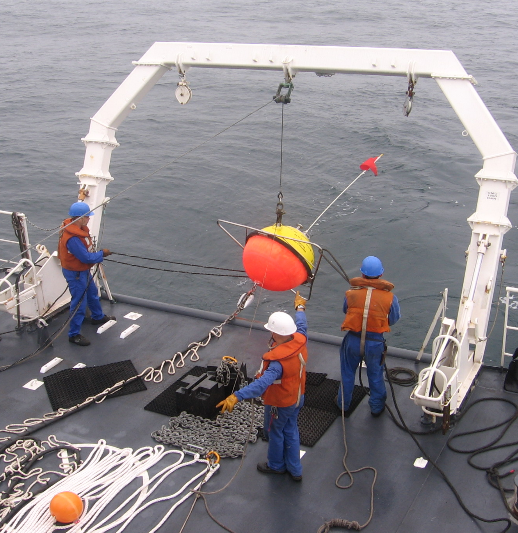
Bouée houlographe de type "Datawell waverider", en cours de déploiement à partir d'un bâtiment hydrographique du SHOM. La bouée peinte en rouge et jaune contient le capteur (accéléromètres) ainsi que les moyens de traitement et de transmission qui se fait par le Système Iridium (petite antenne) et par radio en bande VHF (grande antenne). La ligne de mouillage sous la bouée permet de maintenir la bouée en place tout en la laissant bouger avec le mouvement des vagues.

Le houlographe est un appareil qui mesure les vagues, généralement par le mouvement de la surface de la mer, l'enregistre sur un support électronique et le transmet par radio. L'appellation « houlographe » est généralement réservée à des bouées qui mesurent uniquement les vagues. D'autres instruments permettent aussi de mesurer la houle. C'est le cas des marégraphes lorsqu'ils font des mesures assez rapprochées dans le temps et par faible profondeur.
Les données fournies par un enregistrement peuvent être interprétées en termes statistiques, en termes de densité spectrale et, pour les plus élaborés, en termes de densité spectro-angulaire (voir Vague#Description spectrale).

## Capteurs
Une perche à houle est un capteur vertical fixe qui mesure des variations de propriétés électriques liées à son immersion. Un enregistreur posé sur le fond mesure les variations de pression. Une bouée flottante munie d'un accéléromètre ou waverider buoy mesure ses accélérations en pilonnement ; en ajoutant d'autres accéléromètres il est possible d'en déduire des propriétés directionnelles. Un enregistreur embarqué combine des mesures de pression et des mesures d'accélération.